# Morro Reuter
Morro Reuter is een gemeente in de Braziliaanse deelstaat Rio Grande do Sul. De gemeente telt 5.985 inwoners (schatting 2009).

## Aangrenzende gemeenten
De gemeente grenst aan Dois Irmãos, Ivoti, Picada Café, Presidente Lucena, Santa Maria do Herval en Sapiranga.